# Prowincja Syrakuzy
Prowincja Syrakuzy (wł. Provincia di Siracusa) – prowincja we Włoszech. 
Nadrzędną jednostką podziału administracyjnego jest region (tu: Sycylia), a podrzędną jest gmina.

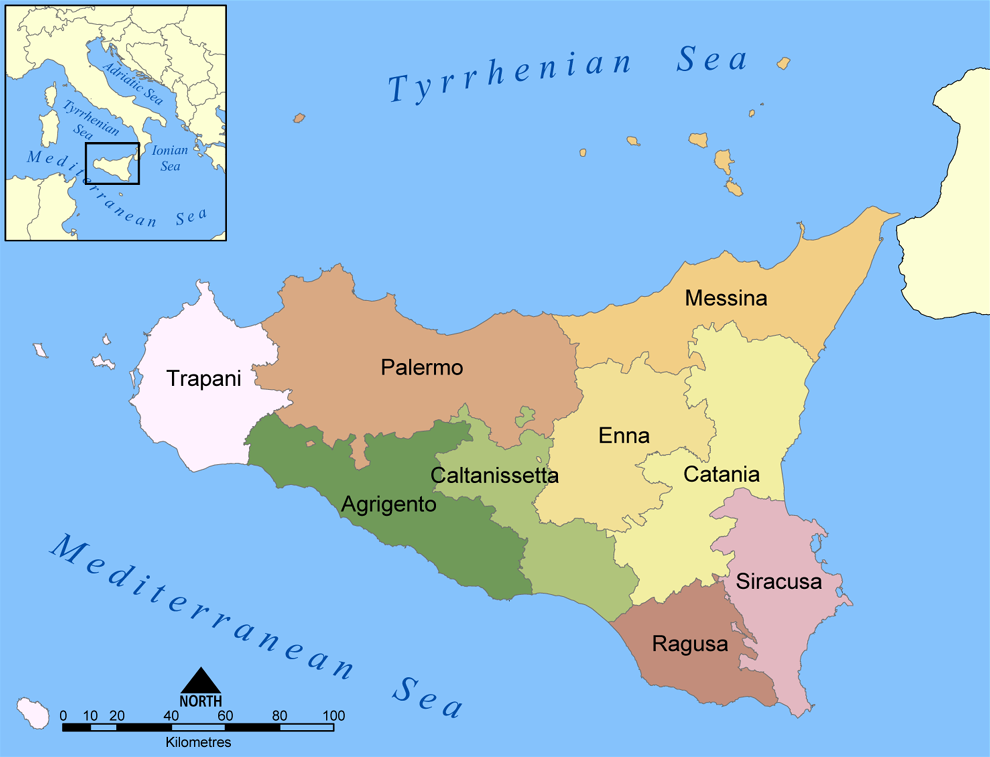
Prowincje Sycylii

Działała do 4 sierpnia 2015.
Liczba gmin w prowincji: 21.